# Hemichneumon subdolus
Hemichneumon subdolus är en stekelart som beskrevs av Wesmael 1857. Hemichneumon subdolus ingår i släktet Hemichneumon och familjen brokparasitsteklar. Arten är reproducerande i Sverige. Inga underarter finns listade i Catalogue of Life.